# گاوریل کاچالین
گاوریل کاچالین (روسی: Гавриил Дмитриевич Качалин، زاده ۱۷ ژانویه ۱۹۱۱ - درگذشته ۲۳ مه ۱۹۹۵) بازیکن و مربی فوتبال اهل روسیه بوده است.
وی سابقه بازی در تیم‌هایی همچون باشگاه فوتبال دینامو مسکو و سابقه مربی‌گری در باشگاه فوتبال لوکوموتیو مسکو، باشگاه فوتبال پاختاکور، باشگاه فوتبال دینامو تفلیس، باشگاه فوتبال دینامو مسکو و تیم ملی فوتبال شوروی را در کارنامه دارد.